# Talavera (Lérida)
Talavera es un municipio y localidad española de la provincia de Lérida, en la comunidad autónoma de Cataluña. Perteneciente a la comarca de la Segarra, se encuentra en la parte suroeste de esta, cerca del nacimiento del río Ondara. Además de la cabecera municipal, que se halla al pie de las ruinas del castillo de Talavera, incluye los núcleos de Bellmunt, Civit, Pallerols, Pavia y Suró.

## Etimología
Según E. Bascuas, el topónimo "Talavera" sería derivado de la base paleoeuropea *tal-, derivada de la raíz hidronímica indoeuropea *tā- "derretirse, fluir".

## Geografía humana

### Demografía
Cuenta con una población de 280 habitantes (INE 2024).
| Gráfica de evolución demográfica de Talavera entre 1842 y 2021 |
| |
| Población de derecho según los censos de población del INE Población de hecho según los censos de población del INEEntre el censo de 1857 y el anterior, este municipio desaparece porque se integra en el municipio 25530 (Civit) Entre el censo de 1877 y el anterior, aparece este municipio porque cambia de nombre y desaparece el municipio 25530 (Civit) |

| 1900 | 1930 | 1950 | 1970 | 1981 | 1986 |
| ---- | ---- | ---- | ---- | ---- | ---- |
| 855  | 767  | 675  | 421  | 359  | 312  |